# Michèle Bernard
Pour les articles homonymes, voir Michel Bernard et Bernard.
Pour la magistrate, voir Michèle Bernard-Requin.
Michèle Bernard est une auteure-compositrice-interprète française née le 26 octobre 1947 à Lyon.

## Biographie

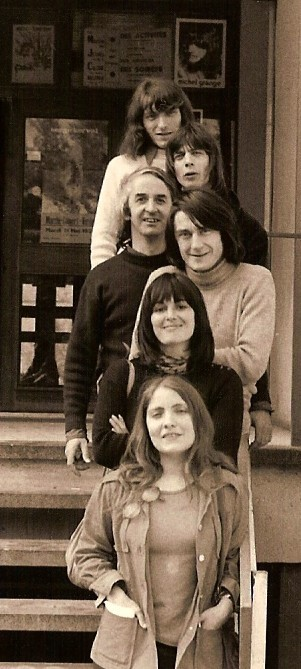
Le Collectif Azergues composé de (de haut en bas) Michel Grange - André Tavernier - Michel Roger - Alain Meilland - Isabelle Fontana - Michèle Bernard (juin 1978).

Durant les événements de mai 1968, elle a 20 ans et elle est étudiante en lettres. Elle s'engage dans le mouvement, et rejoint un groupement de musiciens. Elle délaisse alors le piano familial pour la pratique de l'accordéon, « un instrument à claviers qui y ressemblait mais qui me permettait d'aller dans la rue. C'était assez symbolique. ». Elle suit ensuite des études au Conservatoire d'art dramatique, et commence sa carrière au théâtre avant de se lancer dans la chanson : « J'ai commencé par faire du théâtre, puis j'ai découvert ma voix chantée. J'ai éprouvé alors la magie du chant. J'ai ressenti une forme de délivrance : les inhibitions tombaient. On parle pour régler des problèmes, mais on chante pour le plaisir. »
Au milieu des années 1970, avec une troupe de comédiens, la Compagnie de la Satire, elle participe à « un spectacle qui raconte l'histoire de France à travers la chanson populaire », puis, à la suite de ce spectacle, enregistre son premier vinyle Le Temps des crises. L’histoire de France à travers les chansons, où elle n'est qu'interprète.
Dans les années 1970-1980, elle partage la scène avec des artistes comme Alain Meilland, au sein, entre autres regroupements, du Collectif d'Azergues qui regroupe de jeunes auteurs-compositeurs-interprètes.
En 1978, avec ses propres créations, elle est « la révélation - découverte de l'année »,, au Printemps de Bourges : le directeur du festival, Daniel Colling, lui fait alors enregistrer un album ; elle sort la même année le premier album de sa composition, Le Kiosque. Elle s'accompagne à l'accordéon et au piano. Nomade est une de ses chansons les plus connues, comme Maria Szusanna.
En 1980, elle compose la musique du film La Chanson du mal-aimé de Claude Weisz.
Elle commence sa carrière dans un style réaliste des années 1930, puis évolue vers une écriture parfois intimiste, parfois politique. Pour Frank Tenaille, dans Le Monde de la musique, en 1997, Michèle Bernard parvient à « bâtir des chansons philosophiques aux allures de rengaine populaire. »
Elle obtient par trois fois le grand prix de l'Académie Charles-Cros,, en 1980, 1988 et 2002. Pour elle, « L'art doit faire partie des choses qui rendent à l'individu sa dignité et son envie de vivre ».
Après plusieurs disques en solo, elle réalise aussi des compositions pour ensembles polyphoniques.
En 1999, elle est artiste en « résidence chansons » au Théâtre d'Ivry-sur-Seine (Val-de-Marne), pour y monter un spectacle et des ateliers, succédant à cette place aux artistes comme Juliette, Sarclo, Allain Leprest ou Éric Lareine. En 2012, elle y retourne en « résidence de création » et crée le spectacle Sens dessus dessous, qui obtient l'année suivante le Grand Prix Musique Jeune Public ADAMI, et le Coup de cœur de l’Académie Charles-Cros.
En 2001, elle crée un spectacle musical consacré à la militante Louise Michel, (1830-1905).
Ses compositions ont connu diverses reprises, comme Maintenant ou jamais par Yvette Théraulaz et par Louis Capart, Le rideau de fer par Christiane Stefanski, ou encore Quand vous me rendrez visite et Nomade par Pierre Soyer, ce qui pour elle « est un des plus grands plaisirs pour quelqu'un qui écrit. C'est le sentiment que, tout d'un coup, quelque chose qu'on a écrit va se transmettre et se répandre au-delà de soi. [...] Comme moi-même j'ai pu reprendre des chansons elles-mêmes issues de la tradition. »
Elle est amie de longue date avec une autre auteure-compositeur-interprète, rencontrée lorsqu'elle assurait la première partie d'un de ses spectacles : Anne Sylvestre, dont elle avait, à ses débuts dans les années 1970, fait des reprises de chansons. Pour Michèle Bernard « Elle m’a sans doute permis de décoller. Je lui dois beaucoup. » Anne Sylvestre lui coproduit plusieurs albums,, et l'invite en 1993 à participer à son conte musical pour enfants Lala et le cirque du vent, en tant que chanteuse-comédienne. En 2012, elle dit de Michèle Bernard qu'elle est « sa sœur de scène ».

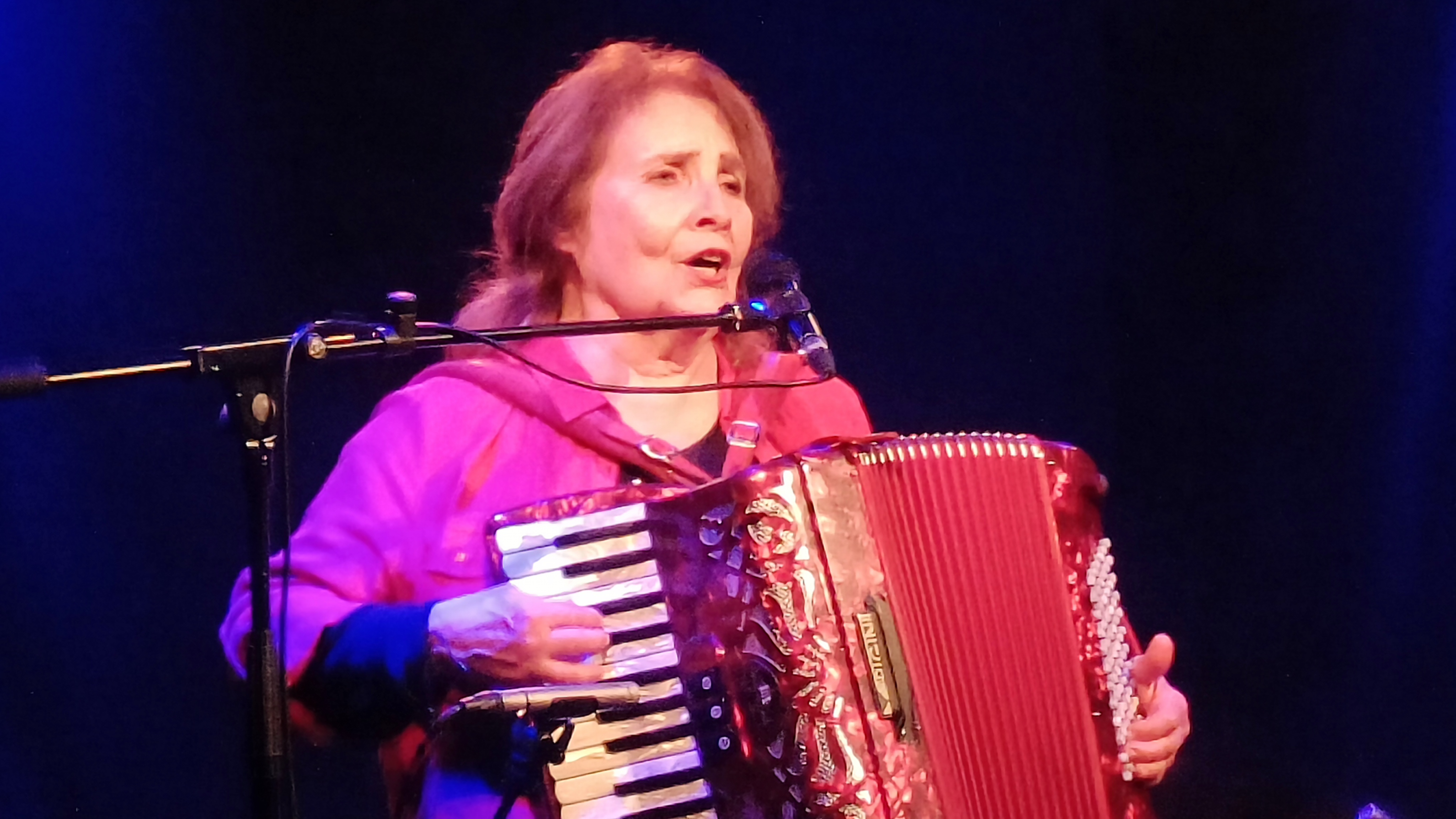
Michèle Bernard en concert à Ivry-sur-Seine le 25 janvier 2025.

Depuis 1980, elle habite un petit village du département de la Loire,, dans le parc naturel régional du Pilat : « Je vis dans une ancienne fabrique textile. Pour moi qui suis très sensible à la chanson populaire, au thème du travail ouvrier et des luttes, c'est un lieu qui m'inspire ». Elle y a créé l'association « Musiques à l'usine » en 1995, ainsi que des ateliers, et un festival.

## Engagement militant
En septembre 2018, elle co-signe une tribune dans The Guardian en soutien à l’appel des artistes palestiniens à boycotter l'édition 2019 du concours de l’Eurovision qui doit se tenir en Israël.

## Discographie
- Vinyles :
  - 1973 : Le temps des crises. L’histoire de France à travers les chansons avec Michel Grange et Paul Castanier
  - 1978 : Le Kiosque Prix de l'Académie Charles-Cros 1980
  - 1980 : Sur ces routes grises
  - 1982 : Bar du grand désir
  - 1987 : Pleurez pas

- CD :
  - 1988 : Michèle Bernard en Public Prix de l'Académie Charles-Cros[20]
  - 1992 : Des nuits noires de monde
  - 1997 : Nomade     (Chansons pour les petits et les grands)
  - 1997 : Quand vous me rendrez visite Dont un traditionnel gallois adapté en français[21], deux poèmes de René Guy Cadou et un poème de Pablo Neruda[3].
  - 1999 : Voler...
  - 2002 : Mes premiers vinyls : édition en CD de ses 4 derniers vinyles
  - 2002 : Une fois qu'on s'est tout dit[9] Prix de l'Académie Charles-Cros[20]
  - 2004 : Poésies pour les enfants
  - 2004 : L'oiseau noir du champ fauve, cantate pour Louise Michel
  - 2006 : Le nez en l'air
  - 2008 : Piano Voix[11] (avec Jean-Luc Michel)
  - 2008 : Monsieur je m'en fous ; album pour enfants : 12 chansons pour la planète
  - 2010 : Des nuits noires de monde Live (nouvelle version avec le groupe Evasion)
  - 2012 : Sens dessus dessous[22]
  - 2016 : Tout' Manières
  - 2023 : Miettes

- Participations :
  - 1974 : Alain Meilland chante Frot Castanier
  - 1978 : un titre sur l'album Printemps de Bourges 78
  - 1993 : Lala et le cirque du vent, conte musical d'Anne Sylvestre
  - 1994 : Anthologie de la chanson française (plusieurs titres dans différents volumes)
  - 2003 : Hommage aux grands de la chanson (Au bois de Saint-Amand de Barbara, La folle complainte de Charles Trenet, On ne voit pas passer le temps de Jean Ferrat)

- Musique de film :
  - 1980 : La Chanson du mal-aimé de Claude Weisz ; auteur-compositeur

## Spectacles
- 1991 : Les nuits noires de monde

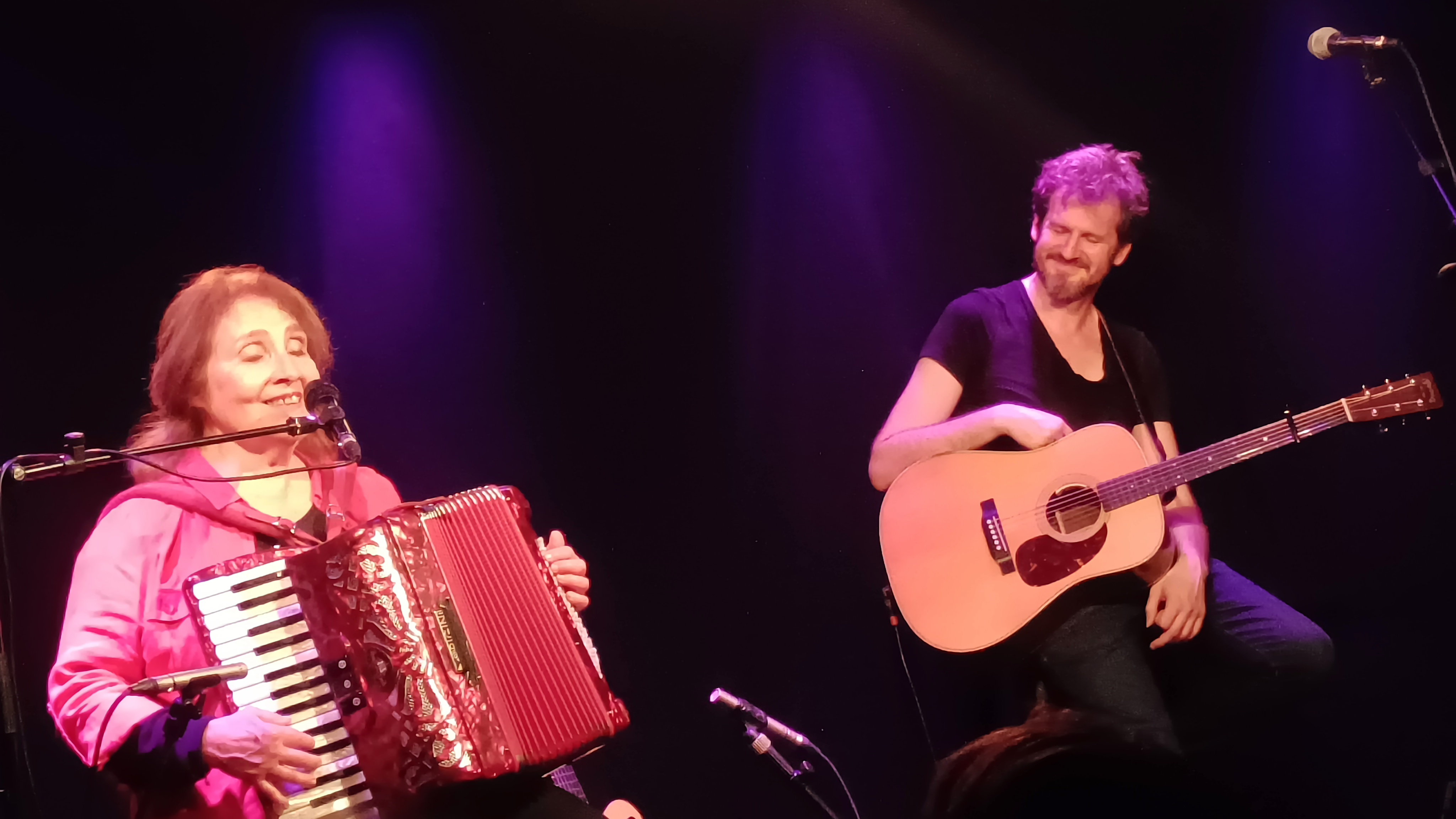
Michèle Bernard et Frédéric Bobin en concert à Ivry sur Seine le 25 janvier 2025.

- 2001 : Les jumeaux de la nuit, avec Rémo Gary
- 2001 - 2002 : L'Oiseau noir du champ fauve, cantate pour Louise Michel[13],[16], création Théâtre de la Renaissance d'Oullins (Rhône). Plusieurs reprises du spectacle[23] : au Théâtre Toursky de Marseille (Bouches-du-Rhône), au Théâtre de Vénissieux (Rhône), au Dôme Théâtre d'Albertville (Savoie), au Théâtre de Bourg-en-Bresse (Ain), au Théâtre Antoine Vitez à Ivry-sur-Seine (Val-de-Marne), à l'Allégro de Miribel (Ain), au Théâtre de Langres (Haute-Marne).
- 2002 : Une fois qu'on s'est tout dit[6], Le Fanal, Scène Nationale de Saint-Nazaire en co-réalisation avec Kiron Association.
- Spectacle en duo, textes et chant : Michèle Bernard ; piano : Jean-Luc Michel
- 2006 : Le nez en l'air
- 2008 : Les nuits noires de monde (recréation) (après sa création en 1991), avec le groupe Evasion, et Patrick Mathis ; coproduction Vocal 26, Le Quai à Angers, le Théâtre de St Lô
- 2012 - 2014 : Sens dessus dessous, avec les musiciens Sandrine de Rosa et Michel Sanlaville ; coproduction Théâtre d’Ivry Antoine Vitez – Vocal 26 ; résidence de création Théâtre d'Ivry, 2012 Grand Prix Musique Jeune Public ADAMI 2013[14] - Coup de cœur de l’Académie Charles-Cros 2013[15]
- 2016 : Récital Tout'manières
- 2017 : Un p'tit rêve très court, avec Monique Brun, Théâtre de la Croix-Rousse
- 2019 : Balades croisées, avec Frédéric Bobin
- 2023 : Miettes

## Récompenses
- 1980 : Prix de l'Académie Charles-Cros pour l'album Le Kiosque
- 1988 : Prix de l'Académie Charles-Cros[20] pour l'album Michèle Bernard en Public
- 2002 : Prix de l'Académie Charles-Cros[20] pour l'album Une fois qu'on s'est tout dit
- 2013 : Grand Prix Musique Jeune Public ADAMI[14] pour son spectacle Sens dessus dessous
- 2013 : Coup de cœur de l’Académie Charles-Cros[15] pour son spectacle Sens dessus dessous

## Quelques reprises de ses titres
Plusieurs chansons de sa composition ont été réinterprétées :
- Maintenant ou jamais par Yvette Théraulaz et par Louis Capart
- Le rideau de fer par Christiane Stéfanski
- Quand vous me rendrez visite et Nomade par Pierre Soyer
- Je t'aime par le groupe Blaze
- Quatre-vingts beaux chevaux, par Jehan